# Чемпионат Европы по самбо 2003
XXII Чемпионат Европы по самбо 2003 года прошёл 1-4 мая в городе Албена (Болгария).

## Медалисты

### Мужчины
| Весовая категория | Золото                      | Серебро                         | Бронза                                                 |
| ----------------- | --------------------------- | ------------------------------- | ------------------------------------------------------ |
| до 52 кг          | Ерванд Григорян · Армения   | Эльчин Маилов · Азербайджан     | Костадин Табаков · Болгария А. Асатуров · Украина      |
| до 57 кг          | Евгений Генов · Болгария    | Сергей Тулупов · Беларусь       | Михаил Паньков · Россия Хаким Назаралиев · Азербайджан |
| до 62 кг          | Максим Симанов · Россия     | Дмитрий Базылев · Беларусь      | А. Мамулашвили · Грузия Сехриман Агаев · Азербайджан   |
| до 68 кг          | Георгий Георгиев · Болгария | Сергей Шибанов · Россия         | Бадри Джаниашвили · Грузия Н. Николик · Югославия      |
| до 74 кг          | Руслан Сазонов · Россия     | Стефан Шопов · Болгария         | Б. Хаджиев · Азербайджан С. Титов · Молдова            |
| до 82 кг          | Раис Рахматулин · Россия    | Магомед Абдулганилов · Беларусь | Николоз Библашвили · Грузия Руслан Задворный · Украина |
| до 90 кг          | Виктор Стороженко · Россия  | Мириан Павлиашвили · Грузия     | Юрий Сеножатский · Беларусь М. Драгунов · Молдова      |
| до 100 кг         | Юрий Рыбак · Беларусь       | Сергей Смирнов · Россия         | Игорь Горбоконь · Украина Георгий Стоянов · Болгария   |
| свыше 100 кг      | Звиад Чинчаладзе · Грузия   | Леонид Свирид · Беларусь        | Адам Делок · Россия Дмитрий Селезень · Украина         |

#### Командный зачёт
1. Россия;
2. Беларусь;
3. Болгария;
4. Грузия;
5. Азербайджан;
6. Украина;
7. Армения;
8. Молдова;
9. Литва;
10. Югославия;
11. Франция;
12. Латвия;
13. Германия;
14. Греция;
15. Испания;
16. Эстония.

### Женщины
| Весовая категория | Золото                       | Серебро                   | Бронза                                             |
| ----------------- | ---------------------------- | ------------------------- | -------------------------------------------------- |
| до 48 кг          | Ольга Чирцова · Россия       | О. Кумечко · Украина      | И. Цыганова · Беларусь Н. Чуклева · Болгария       |
| до 52 кг          | Кирилова · Болгария          | Г. Томяк · Украина        | С. Грибова · Россия Марина Фадеева · Беларусь      |
| до 56 кг          | Татьяна Жернякова · Россия   | А. Паим · Беларусь        | В. Пинчук · Украина С. Ветрова · Литва             |
| до 60 кг          | Анна Репида · Молдова        | Татьяна Папушина · Россия | О. Панчук · Украина Б. Заборина · Болгария         |
| до 64 кг          | Светлана Аверушкина · Россия | Т. Мендос · Эстония       | Надежда Покора · Украина Г. Пейчева · Болгария     |
| до 68 кг          | Н. Смаль · Украина           | А. Базулина · Россия      | Т. Цевриз · Югославия И. Иванова · Болгария        |
| до 72 кг          | М. Митева · Болгария         | Д. Лопес · Испания        | Н. Позднякова · Беларусь Елена Задворнова · Россия |
| до 80 кг          | М. Дворецкая · Россия        | В. Мандич · Югославия     | А. Абаламская · Беларусь М. Шингер · Украина       |
| свыше 80 кг       | Т. Бозлихова · Болгария      | А. Колкова · Россия       | И. Ятковская · Беларусь Е. Патсиоу · Греция        |

### Боевое самбо
Результаты соревнований по боевому самбо в источнике отсутствуют.